# Brianne Theisen-Eaton
Brianne Theisen-Eaton (Saskatoon, 18 december 1988) is een Canadese voormalige atlete, die was gespecialiseerd in de meerkamp. Ze werd Gemenebestkampioene op de zevenkamp en wereldindoorkampioene op de vijfkamp. Daarnaast veroverde zij nog eens drie zilveren WK-medailles, tweemaal op de zevenkamp en eenmaal op de vijfkamp. Ze nam tweemaal deel aan de Olympische Spelen.

## Biografie

### Jeugd
Theisen groeide op in Humboldt als dochter van een familie van Duitse oorsprong. Op de middelbare school deed zij aan atletiek, volleybal en voetbal. In de atletieksport voelde zij zich aangetrokken tot de meerkamp. In 2005 nam zij deel aan de WK voor jongeren onder de achttien jaar (U18), waar zij uitkwam op de zevenkamp en zich bij de meisjes als zeventiende klasseerde. Een jaar later werd ze al Canadees jeugdkampioene op de zevenkamp en nam zij deel aan de WK U20 in Peking. Ook hier werd zij zeventiende op de zevenkamp. In 2007, haar laatste jaar op de middelbare school, won zij de zevenkamp op de Pan-Amerikaanse jeugdkampioenschappen in São Paulo. Ze kreeg daarna een beurs aan de Universiteit van Oregon, waar ze eind 2007 startte met een studie in bedrijfskunde.

### Senior
In haar eerste studiejaar werd Theisen al gelijk vierde op de zevenkamp op de NCAA-kampioenschappen. Een jaar later veroverde zij haar eerste NCAA-medaille door op de NCAA-indoorkampioenschappen derde te worden op de vijfkamp. Vervolgens vestigde zij zich tijdens het baanseizoen op de zevenkamp bij de meerkampelite door met een persoonlijk record van 6068 punten haar eerste NCAA-titel te veroveren, waarna ze ook haar eerste nationale titel op deze meerkamp behaalde. Het leverde haar een plek op in het Canadese team voor de WK van 2009 in Berlijn, waar ze als vijftiende eindigde. 
Bij de Olympische Spelen van 2012 in Londen werd Theisen elfde. Bij de WK 2013 in Moskou behaalde ze een zilveren medaille. Ze behaalde 6530 punten, 56 punten minder dan winnares Hanna Melnitsjenko. Wel was dit puntenaantal goed voor een verbetering van haar persoonlijk record. In 2013 werd ze tweede bij de IAAF World Combined Events Challenge. Dat jaar won ze ook voor de eerste maal de Hypomeeting.
Haar grootste prestatie behaalde ze in 2014 met het winnen van de zevenkamp bij de Gemenebestspelen in Glasgow. Met een puntenaantal van 6597 versloeg ze haar landgenote Jessica Zelinka en de Britse Jessica Taylor.
Op 30-31 mei 2015 verbeterde Theisen-Eaton bij de Hypomeeting haar persoonlijk record op de zevenkamp tot 6808 punten. Ze verbeterde hiermee tevens het nationale record. Op de WK 2015 in Peking dat jaar lukte het, tegen de verwachting in, niet om een gouden medaille te behalen. Dankzij een goede 800 meter wist ze haar bronzen koers nog te verzilveren. Haar puntenaantal van 6554 werd alleen overtroffen door de Britse Jessica Ennis met 6669 punten.
Ze is sinds 2013 getrouwd met meerkamper Ashton Eaton (olympisch kampioen tienkamp, wereldrecordhouder tienkamp en wereldindoorrecordhouder zevenkamp).

## Titels
- Gemenebestkampioene zevenkamp - 2014
- Wereldindoorkampioene vijfkamp - 2016
- Canadees kampioene 100 m horden - 2015
- Canadees kampioene zevenkamp - 2009, 2013
- NCAA-kampioene vijfkamp - 2010, 2011, 2012
- NCAA-kampioene zevenkamp - 2009, 2010, 2012
- NCAA-kampioene 4 x 400 m estafette - 2010

## Persoonlijke records
Outdoor
| Onderdeel    | Prestatie | Wind (m/s) | Datum            | Plaats   |
| ------------ | --------- | ---------- | ---------------- | -------- |
| 100 m        | 11,60     | +1,2       | 16 juli 2014     | Luik     |
| 200 m        | 23,33     | +1,3       | 28 mei 2016      | Götzis   |
| 400 m        | 52,33     |            | 12 juli 2015     | Edmonton |
| 800 m        | 2.09,03   |            | 13 augustus 2013 | Moskou   |
| 100 m horden | 12,93     | +0,5       | 28 mei 2016      | Götzis   |
| hoogspringen | 1,89      |            | 30 mei 2015      | Götzis   |
| verspringen  | 6,72      | +0,9       | 31 mei 2015      | Götzis   |
| kogelstoten  | 13,99     |            | 30 juli 2015     | Portland |
| speerwerpen  | 47,74     |            | 29 mei 2016      | Götzis   |
| zevenkamp    | 6808 (NR) |            | 31 mei 2015      | Götzis   |

Indoor
| Onderdeel    | Prestatie        | Datum            | Plaats          |
| ------------ | ---------------- | ---------------- | --------------- |
| 300 m        | 37,47            | 14 februari 2016 | Boston          |
| 400 m        | 56,06            | 6 februari 2009  | New York        |
| 800 m        | 2.09,99          | 18 maart 2016    | Portland        |
| 60 m horden  | 8,04             | 18 maart 2016    | Portland        |
| hoogspringen | 1,88             | 27 januari 2012  | College Station |
| verspringen  | 6,42             | 18 maart 2016    | Portland        |
| kogelstoten  | 13,86            | 7 maart 2014     | Sopot           |
| vijfkamp     | 4881 (ex-AR; NR) | 18 maart 2016    | Portland        |

### Opbouw PR meerkamp en potentieel record op basis van persoonlijk records
In de tabel staat de uitsplitsing van het persoonlijk record op de zevenkamp. In de kolommen ernaast staat ook het potentieel record, met alle persoonlijke records op de losse onderdelen en de bijbehorende punten.
|              | Uitsplitsing PR | Uitsplitsing PR | Uitsplitsing PR |              | Potentieel record | Potentieel record |
| Onderdeel    | Prestatie       | Wind (m/s)      | Punten          | Pers. record | Punten            |                   |
| ------------ | --------------- | --------------- | --------------- | ------------ | ----------------- | ----------------- |
| 100 m horden | 13,05           | -0,2            | 1117            | 12,93        | 1135              |                   |
| hoogspringen | 1,89            |                 | 1093            | 1,89         | 1093              |                   |
| kogelstoten  | 13,73           |                 | 776             | 13,99        | 793               |                   |
| 200 m        | 23,34           | +1,4            | 1045            | 23,33        | 1046              |                   |
| verspringen  | 6,72            | +0,9            | 1079            | 6,72         | 1079              |                   |
| speerwerpen  | 42,96           |                 | 724             | 47,74        | 816               |                   |
| 800 m        | 2.09,37         |                 | 974             | 2.09,03      | 979               |                   |
| Puntentotaal |                 |                 | 6808            |              | 6941              |                   |

## Palmares

### 100 m horden
- 2015:  Canadese kamp. - 13,06 s

### verspringen
- 2015: 4e Pan-Amerikaanse Spelen - 6,64 m

### vijfkamp
- 2014:  WK indoor - 4768 p
- 2016:  WK indoor - 4881 p (AR)

### zevenkamp
- 2005: 17e WK junioren U18 - 4805 p
- 2006: 17e WK junioren U20 -  5149 p
- 2007:  Pan-Amerikaanse jeugd kamp. - 5413 p
- 2009:  Canadese kamp. - 5847 p
- 2009: 14e WK - 5949 p (na DQ Tsjernova)
- 2012: 10e OS - 6383 p (na DQ Josypenko)
- 2013:  Hypomeeting - 6376 p
- 2013:  Canadese kamp. - 6233 p
- 2013:  WK - 6530 p
- 2013:  IAAF World Combined Events Challenge - 19158 p
- 2014:  Hypomeeting - 6641 p
- 2014:  Gemenebestspelen - 6547 p
- 2015:  Hypomeeting - 6808 p (NR)
- 2015:  WK - 6554 p
- 2016:  OS - 6653 p

### 4 x 400 m
- 2015:  Pan-Amerikaanse Spelen - 3.27,74